# Obręb (powiat sierpecki)
Obręb (do 31 grudnia 2002 Obrąb) – wieś w Polsce położona w województwie mazowieckim, w powiecie sierpeckim, w gminie Mochowo. Ma status sołectwa. Leży nad Skrwą.
W latach 1975–1998 miejscowość należała administracyjnie do województwa płockiego. 1 stycznia 2003 nastąpiła zmiana nazwy wsi z Obrąb na Obręb.